# Saison 2 de Section de recherches
Chronologie
Saison 1 Saison 3
Cet article présente les épisodes de la deuxième saison de la série télévisée Section de recherches.

## Distribution
- Xavier Deluc : Major Martin Bernier
- Virginie Caliari : Adjudant Mathilde Delmas
- Kamel Belghazi : Capitaine Enzo Ghemara, chef de groupe
- Chrystelle Labaude : Capitaine Nadia Angeli, chef du TIC
- Jean-Pascal Lacoste : Maréchal des logis-chef Luc Irrandonéa, informatique
- Julien Courbey : Léon, du TIC
- Olivia Lancelot : Lieutenant Nathalie Charlieu, chef du GOS

## Liste des épisodes

### Épisode 1:Apparences
- France : 6 septembre 2007 sur TF1
- Belgique : 23 novembre 2013 sur La Une

- France : 6,63 millions de téléspectateurs (27,6 % de part d'audience)[1] (première diffusion)
- Belgique : 149 000 téléspectateurs (10,9 % de part d'audience)[2] (première diffusion)

- Emmanuel Patron : Christophe Ariac
- Vincent Solignac : Benoit Ariac
- Marie-France Mignal : Isabelle Ariac
- Marianne Ploquin : Nathalie Ariac
- Julia Molkhou : Prisca Ariac
- Matthieu Boujenah : Michel Véga
- Catherine Duquen : Kim Bam
- Hélène Godec : Anouk
- Jean-Pierre Bouchard : Lieutenant de la brigade maritime
- Philippe Crespeau : Gardien du port
- Muriel Coadou : Secrétaire Ariac
- Matila Malliarakis : Éric Garcia
- Katia Bohomolec : Mme Garcia
- Igor Mendjisky : Ilian Guieff
- Nicolas Guimbard : Sébastien Blain
- Sébastien Boissavit : Lieutenant Gource
- Romain Villoteau : Damien
- Antoine Reyes : Marc Dubosc

### Épisode 2:Camping
- France : 6 septembre 2007 sur TF1
- Belgique : 23 novembre 2013 sur La Une

- France : 5,89 millions de téléspectateurs (28,1 %)[1] (première diffusion)
- Belgique : 144 000 téléspectateurs (10 %)[2] (première diffusion)

- Jean-Pierre Loustau : Loulou
- Marie Arnaudy : Véra
- Jacques Bouanich : Cinarosa
- Pierre Boulanger : Fred
- Amélie Glenn : Stéphanie
- Florian Morin : Adam
- Julien Bouanich : Jérémy
- Jeff Bigot : Lieutenant Durtin
- Corinne Mercier : Anne-Marie
- Anne-Lorraine Bousch : Laetitia
- Isabelle Soares : Le substitut
- Jean-Claude Calon : Le procureur
- Patrice Saunier : Lieutenant Brad
- Bertrand Delmas : Jack Delbalat
- Florian Rèche : Thomas
- Raymond de La Rua : Le jardinier

### Épisode 3:L'inconnu du pont de la Garonne
- France : 13 septembre 2007 sur TF1
- Belgique : 30 novembre 2013 sur La Une

- Belgique : 175 000 téléspectateurs (11,4 %)[3] (première diffusion)

- Christian Mulot : Francis Delcourt
- Charles Ardillon : Arnaud Mougins
- Catherine Marchal : Catherine Mougins
- Jean-Marc Rousseau : Didier Maleau
- Sylvain Pillet : André Pessac
- Élise Morilhat : Dorothée Maleau
- Flore Blondel-Goupil : Léa Mougins
- Sophie Michard : Katia Brissaud
- Frédéric Bouchet : Patron du Café des sports
- Jérôme Thibault : Lieutenant Cholet
- Hubert Chaperon : Sylvain Dubois
- Frédéric Chartron : Agent "Aquitaine électricité"
- Laurent Baggio : Manu
- Yann Maurel : Étudiant Mougins
- Éric André : Patron du bar Rions

### Épisode 4:Ante Mortem
- France : 13 septembre 2007 sur TF1
- Belgique : 30 novembre 2013 sur La Une

- Belgique : 161 000 téléspectateurs (11,3 %)[3] (première diffusion)

- Sophie Michard : Katia Brissaud
- Nicolas Navazo : Patrick Valois
- Marie-Laure Chamaleau : Florence Talais
- Hugues Boucher : Jacques Talais
- Patrice Bornand : Marc Le Floch
- Pascal Demolon : Édouard Moly
- Géraldine Loubet : Madame Moly
- Patrice Saunier : Lieutenant Brad
- Fred Hebbada : Chef du GIGN
- Philippe Thiébaut : Lieutenant Darcourt
- Moussa Oudjani : Brigadier Nivet
- Philippe Agael : Norbert Duncan
- Yves Michel : Joël Kert
- Émilie Scarlett Moget : La coiffeuse
- Catherine Delourtet : Madame Lherbier
- Nathalie Cannet : Secrétaire médicale
- Fabien Mairey : Eboueur benne verre
- Anne Saffore : Bouchère ambulante
- Matthieu Boisset : Le dragueur
- Marie Bach : Cléo Talais
- Céline Cuignet : Mélanie Tardieu
- Charlotte Bottemanne : Sylvie
- Jonathan Aize : Nicolas

### Épisode 5:Connexion dangereuse
- France : 20 septembre 2007 sur TF1
- Belgique : 7 décembre 2013 sur La Une

- France : 5,55 millions de téléspectateurs (22,6 %)[4] (première diffusion)
- Belgique : 194 000 téléspectateurs (12,7 %)[5] (première diffusion)

- Florence Maury : Myriam Renier
- Philippe Sollier : Jean Renier
- Serge Gisquière : François / David Ferry
- Patricia Kell : Lydie
- Evelyne Grimaud : Christine Saubirand
- Pascal Parmentier : Nicolas Mercier
- Myriam Lagrari : Factrice
- Christophe Raült : Serveur Stéphane Nerot
- Pascal Aubert : Lieutenant Marmont
- Thierry Calas : Légiste
- Sophie Fougère : Lieutenant
- Camille Boquien : Lisa Delmas, sœur de Mathilde Delmas

### Épisode 6:Étoile filante
- France : 20 septembre 2007 sur TF1
- Belgique : 7 décembre 2013 sur La Une

- France : 5,1 millions de téléspectateurs (27,8 %)[4] (première diffusion)
- Belgique : 175 000 téléspectateurs (12,7 %)[5] (première diffusion)

- Jérémy Seroussi : Robin Laroche
- Bruno Le Millin : Éric Véron
- Betty Bomonde : Caroline Carpentier
- Alexandre Guilbaud : Pascal Carpentier
- Claudine Barjol : Catherine Dubois
- Jean Bedouret : Bernard Dubois
- Fadia Oudjani : Secrétaire du stade
- Stefan Godin : Paul / Pierre Martial
- Sébastien Blanc : Dermaut
- Sébastien Boissavit : Lieutenant de la BT
- Smadi Wolfman : Adjudant Sarah Weller
- Brigitte Froment : Élisabeth Martial
- Joël Pyrène : Témoin du meurtre Martial
- Jules Ferran : Monsieur Garaud
- Frédéric Foucault : Patron du bar PMU
- David Mira-Jover : Gendarme

### Épisode 7:Vents contraires
- France : 28 septembre 2007 sur TF1

- France : 5,95 millions de téléspectateurs (24 %)[6] (première diffusion)

- Ann-Gisel Glass : Diane Berthomier
- Cris Campion : Alain Le Garrec
- Philippe Hérisson : Jean-Michel Jonvel
- Lannick Gautry : Laurent Alonso
- Laurence Cormerais : Emma Le Garrec
- Nicolas Navazo : Patrick Valois
- Brontis Jodorowsky : Renaud Vanderlen
- Christian Bouillette : Pierrot
- David Clavel : Père Berthomier
- Thierry Rémi : Ouvrier chantier
- Patrick Hauthier : Assureur
- Pascal Aubert : Adjudant

### Épisode 8:Corps à corps
- France : 28 septembre 2007 sur TF1

- France : 5,21 millions de téléspectateurs (24 %)[6] (première diffusion)

- Stéphane Boutet : François Vasquez
- Brigitte Bémol : Séverine Delamarre
- Hélène Godec : Anouk Dubosc
- Vanessa Valence : Élise Touré
- Rosita Dadoun-Fernandez : Rosa Vasquez
- Xavier Tchili : Pierre Majaurie
- Patrick Ochs : Pascal Blanc
- Grégoire Bonnet : Paul Grandin
- Olivier Guéritée : Philippe Mercier
- Guy Pannequin : René Lambert
- Emmanuel Reymond : François Vasquez (jeune)
- Ludovic Bourdon : Pierre Majaurie (jeune)
- Erwan Demaure : Pascal Blanc (jeune)
- Pierre Perrier : Paul Grandin (jeune)
- Stéphane Malassagne : Félix Veigne
- Frédéric Kneip : Réceptionniste golf
- Séverine Paramond : Adjudant
- Olivier Gallis : Employée du magasin de porcelaine
- Frédéric Nouhaud : Le maire
- Jérôme Tarquini : Serveur du bowling